# Charles Henry Niehaus
Pour les articles homonymes, voir Niehaus.
Charles Henry Niehaus, né le 24 janvier 1855 à Cincinnati et mort le 19 juin 1935 à New Rochelle, est un sculpteur américain.

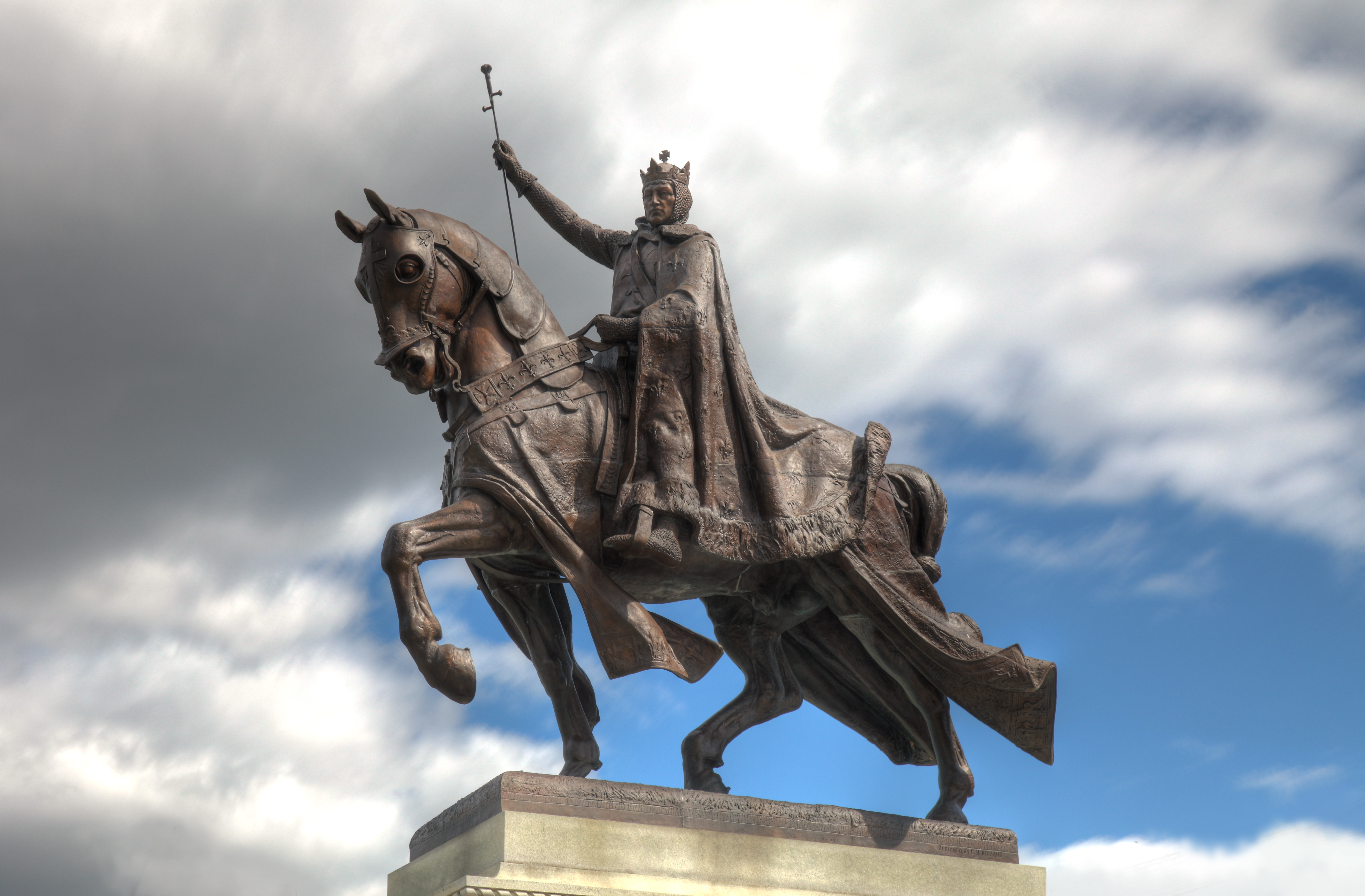
Apothéose de Saint-Louis.